# 新庄直昌
新庄 直昌（しんじょう なおまさ、永正10年（1513年） - 天文18年6月12日（1549年7月16日））は、戦国時代の武将。近江新庄城主、朝妻城主。通称は蔵人。新庄直寛の子。妻は久我氏の娘。直頼、直忠の父。
天文7年（1538年）、父の死により後を継いだ。天文年間、近江坂田郡に朝妻城を築く。畿内で細川晴元と三好長慶の対立が発生すると晴元の救援に赴いたが、摂津江口の戦いで討ち死にした。享年37。明治の文筆家・依田学海によると直昌を討ったのは、三好方の武将で後には下総・円福寺に「早器居士」という名で寄寓していた人物という。朝妻城は嫡男の直頼、新庄城は次男の直忠が受け継いだ。